# دیو اسر
دیو اسر (انگلیسی: Dave Esser؛ زادهٔ ۲۰ ژوئن ۱۹۵۷) بازیکن فوتبال اهل بریتانیا است.
از باشگاه‌هایی که در آن بازی کرده‌است می‌توان به باشگاه فوتبال آلترینچام، باشگاه فوتبال مکلسفیلد تاون، باشگاه فوتبال هاید، باشگاه فوتبال ویتون آلبیون، باشگاه فوتبال وینسفورد یونایتد، باشگاه فوتبال روچدیل، باشگاه فوتبال استالی‌بریج سلتیک، باشگاه فوتبال اشتون یونایتد، باشگاه فوتبال آپوئل، باشگاه فوتبال اورتون، و باشگاه فوتبال نورتویچ ویکتوریا اشاره کرد.